# Paropioxys nigripennis
Paropioxys nigripennis är en insektsart som beskrevs av Schmidt 1910. Paropioxys nigripennis ingår i släktet Paropioxys och familjen Eurybrachidae. Inga underarter finns listade i Catalogue of Life.